# Vira-lata
Um vira-lata (português brasileiro) ou rafeiro (português europeu) ou também peca é cão ou gato sem raça definida, SRD (Sem Raça Definida) ou raça não definida, RND (Raça Não Definida), sendo CRAND (Cão de Raça Não Definida) e GRAND (Gato de Raça Não Definida), como são geralmente referenciados em textos veterinários. Em algumas regiões do Brasil também são conhecidos como pé-duro, guaipeca, bajariva, totó e cusco.
O termo vira-lata deriva do fato de muitos desses animais, se abandonados, serem comumente vistos andando famintos pelas ruas revirando latas de resíduos em procura de algum tipo de alimento.
Geralmente, os cães e gatos considerados sem raça definida são mestiços, descendentes da combinação entre animais de diferentes raças.
Segundo um levantamento estatístico realizado pelo Instituto Qualibest, em 2017, os cães sem raça definida correspondem a 41% do total de cachorros de estimação – sendo quase impossível saber quais raças deram origem a eles.
Os SRD (CRAND/ GRAND) por outro lado, são todos os cães e gatos que não têm origem definidas em um pedigree, que é um certificado emitido por entidades oficiais atestando a ascendência do animal. Os cachorros mestiços (combinação de duas raças), ou mesmo aqueles que se parecem muito com determinada raça, mas não possuem certificação, também podem ser classificados como SRD. Para obter um pedigree, o animal tem que ter pais com o mesmo certificado, ou seja, da mesma raça. Entidades certificadoras exigem verificação de ninhada e mais recentemente a aplicação de microchips por veterinários. O animal pode ter a aparência de um cão de raça, mas só o certificado atesta. Hoje com o avanço dos exames de DNA, provavelmente há possibilidade de se definir se um cão é de uma determinada raça ou não, mas são exames ainda caros. Se houver qualquer mistura de raça (incluindo a cruza de dois animais de raça ou um de raça e um vira-lata) esse animal já será considerado um SRD.

## Os cães vira-latas

### Variedade

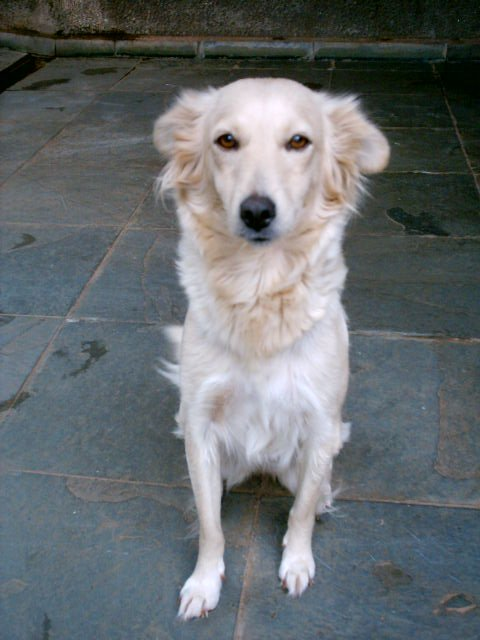
Outro cão SRD típico

Um dos aspectos mais interessantes do vira-lata é a sua variedade. Encontram-se SRD de todas as cores e tipos, de todos os temperamentos. Apesar de algumas características variarem de acordo com a herança genética, normalmente os SRD são inteligentes e afetuosos. É comum o SRD resgatado das ruas ter um temperamento mais dócil, companheiro e vigilante que os outros cães.
Em termos de aparência, como estes animais se cruzam livremente, a prole resultante tende a ser muito variada em termo de tamanho, forma e cor, tendo-se exemplos de cães de portes diversificados, aptos a viver em interiores ou como animais de sítio e vigilância, por exemplo. Embora o cruzamento não obedeça a uma ordem, observa-se que após várias gerações os cães mestiços exibam características grosseiramente similares. Eles tendem a ter cor caramelo ou preto, e pesar em torno de 18 kg, tipicamente tendo de 38 a 57 cm de altura.
Acredita-se que a aparência de um cão mestiço seja muito parecida com a de seus ancestrais Canis lupus familiaris, de onde as raças puras foram selecionadas.

### Variedades de cruzamento

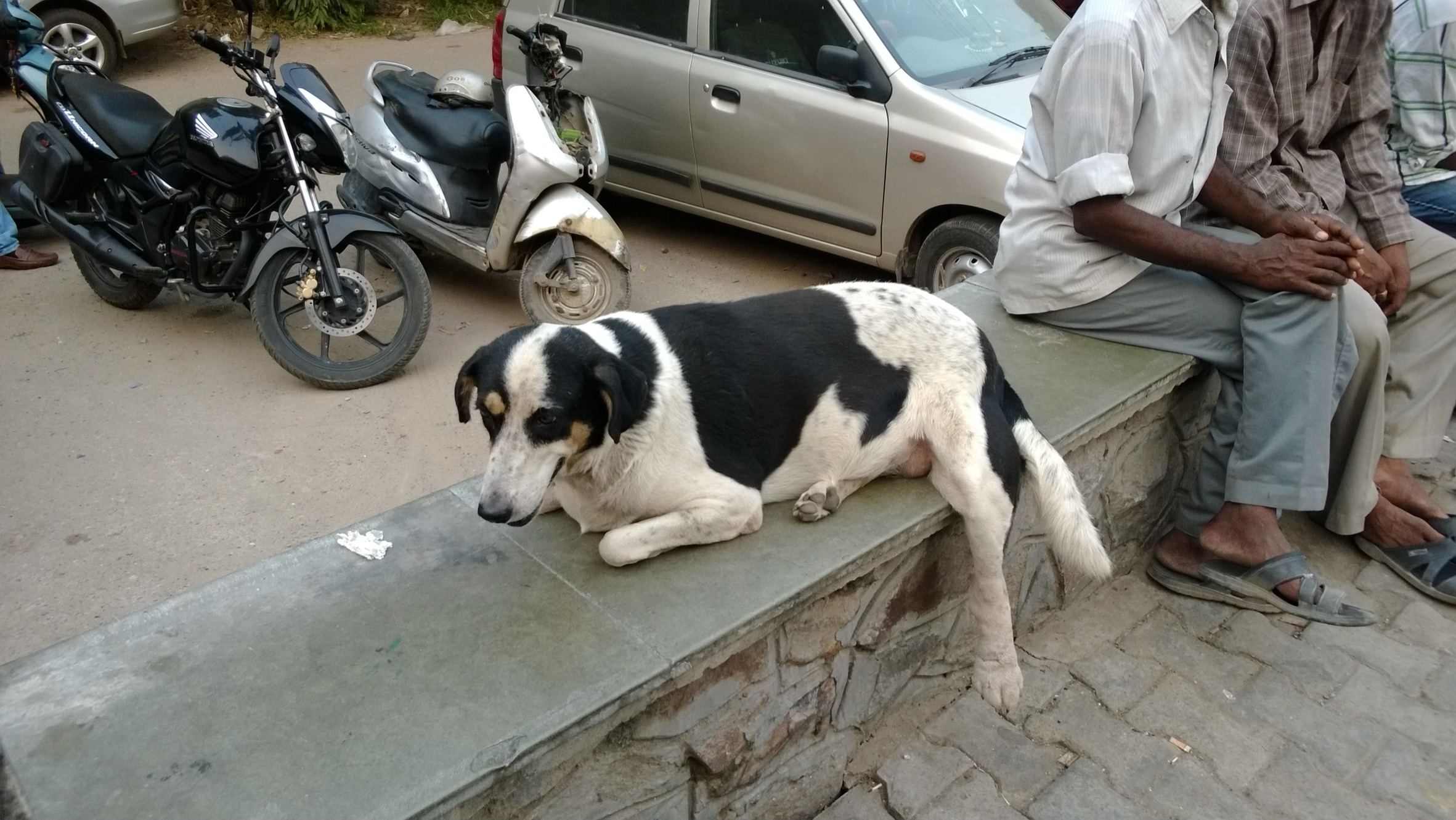
um cão RND preto e branco numa rua.

A maioria das raças existentes é resultado de seleção humana. Raças hoje catalogadas e reconhecidas começaram como raças mestiças, geradas através de cruzamentos ordenados de raças existentes. Encorajando traços desejáveis e desencorajando outros, criadores procuraram criar um padrão ideal de aparência e/ou comportamento para cães e gatos, para garantir que os animais resultantes dos cruzamentos subsequentes apresentassem os mesmos padrões. 
É possível dividir, grosseiramente, os cães sem raça definida (CRAND) em quatro tipos:
- Cães mestiços: cães que mostram características marcantes de duas ou mais raças. Um cão mestiço pode ter ancestrais de raça pura, ou podem vir de uma longa linha de cães mestiços. Estes cães são geralmente identificados pela raça com a qual mais se assemelham, como "Lab mix" ou "Collie-Shepherd", mesmo que a ancestralidade seja desconhecida.
- Cão "vira-lata" genérico: são cães onde a criação não selecionada ocorreu durante tantas gerações que já é impossível distinguir características particulares de uma ou outra espécie. Dentre estes, incluem-se também os cães párias, originalmente uma designação de cães selvagens da Índia. Análises de DNA destes cães, indicam um "pool" genético muito antigo quando comparado a raças modernas.
- Raças funcionais: são cães criados com determinado propósito, ainda que seus ancestrais não sejam puro-sangue, mas selecionados de acordo com seu desempenho em tarefas particulares de serviço ou companhia. Exemplos incluem o Alaskan Husky, o Eurohound, os Pointer/Greyhound mixes, conhecidos como Greysters. Embora não sejam raças reconhecidas, eventualmente elas podem assim ser classificadas.
- Cães híbridos: são misturas conhecidas de duas raças puras. Algumas raças cruzadas se tornaram populares o suficiente para seu cruzamento se tornar desejável, como o Cockapoo - cruzamento entre um Poodle e um Cocker Spaniel. Estes cruzamentos tem objetivo de adicionar ou reforçar características desejáveis de ambas as espécies, para finalidades diversas como companhia, guarda, caça, etc.

### Saúde

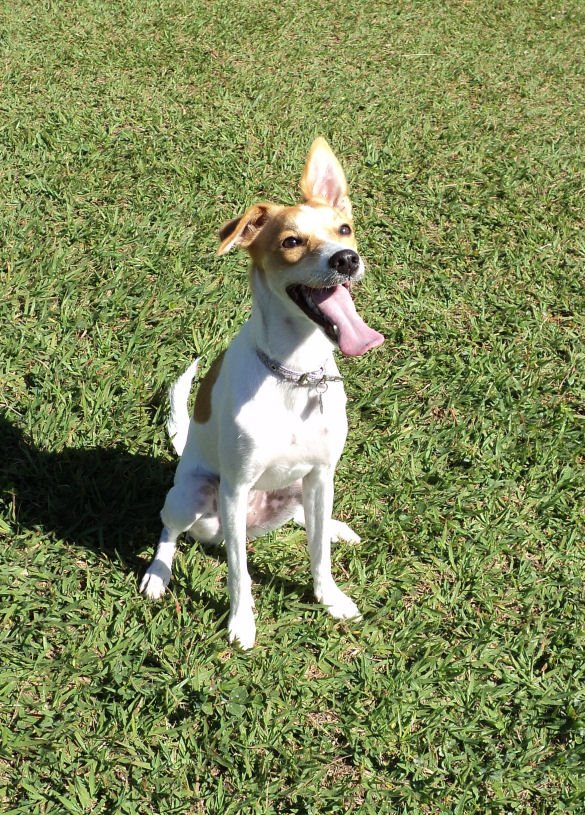
Cão sem raça definida de aproximadamente 1 ano

Muito importante para quem procura um cão ou gato para adotar e ter como companhia, é saber que os vira latas (SRD) são fruto de genes que já foram provados, testados e sobreviveram a condições precárias de alimento e abrigo nas ruas, razão pela qual, costumam ser muito resistentes e saudáveis.
A teoria do vigor híbrido sugere que como um grupo, cães ou gatos de ancestralidade variada serão mais saudáveis que seus ancestrais de pedigree. Em animais de raça definida, o cruzamento de cães com aparência muito similar através de várias gerações produzem animais que podem carregar os mesmos alelos, alguns dos quais são indesejáveis. Isto é ainda mais verdadeiro quando considera-se animais de parentesco próximo. Este cruzamento próximo tem exposto muitos problemas de saúde de natureza genética não tão aparentes em populações menos uniformes. Espécimes sem raça definida são mais diversificados geneticamente devido a natureza casual do encontro entre os pais. A descendência desses encontros tende a expressar menos algumas deficiências genéticas, em virtude da diferença genética natural entre os pais. No entanto, algumas doenças recessivas ocorrem entre muitas raças não relacionadas e, deste modo, a mistura de raças não é garantia de saúde genética.

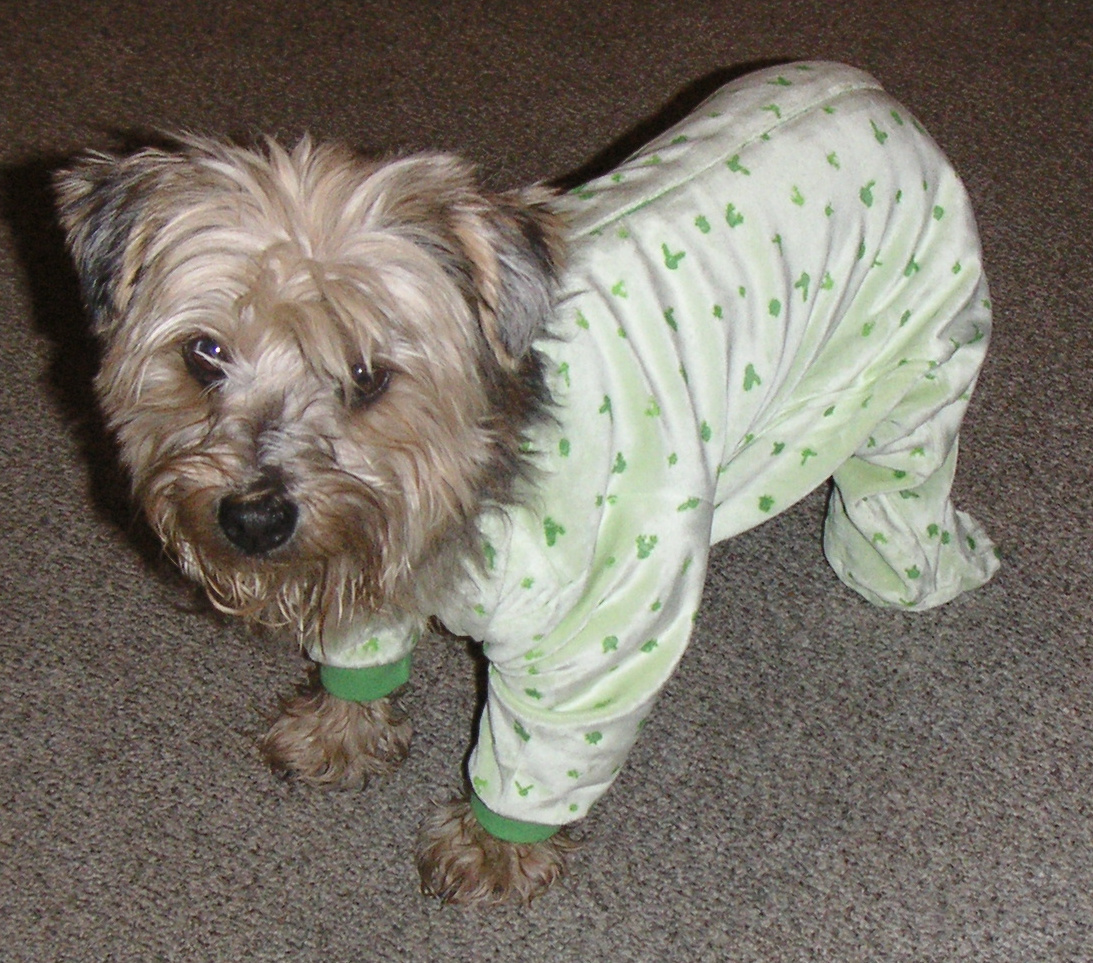
cão peludo de raça não definida típico de pijama.

"Cães híbridos tem uma chance muito menor de exibir as deficiências que são comuns às raças de origem", porém, o cruzamento não necessariamente garante que a descendência resultante será mais saudável que os pais, pois há uma probabilidade dos filhotes herdarem as piores características de ambos os pais. Esta é uma das razões pelas quais muitos criadores preferem cães de linhagem conhecida. No entanto, é notável que muitos criadores deem preferência à aparência e conformidade dos cães, ignorando fatores intrínsecos ao cão, como a saúde e sua disposição física.

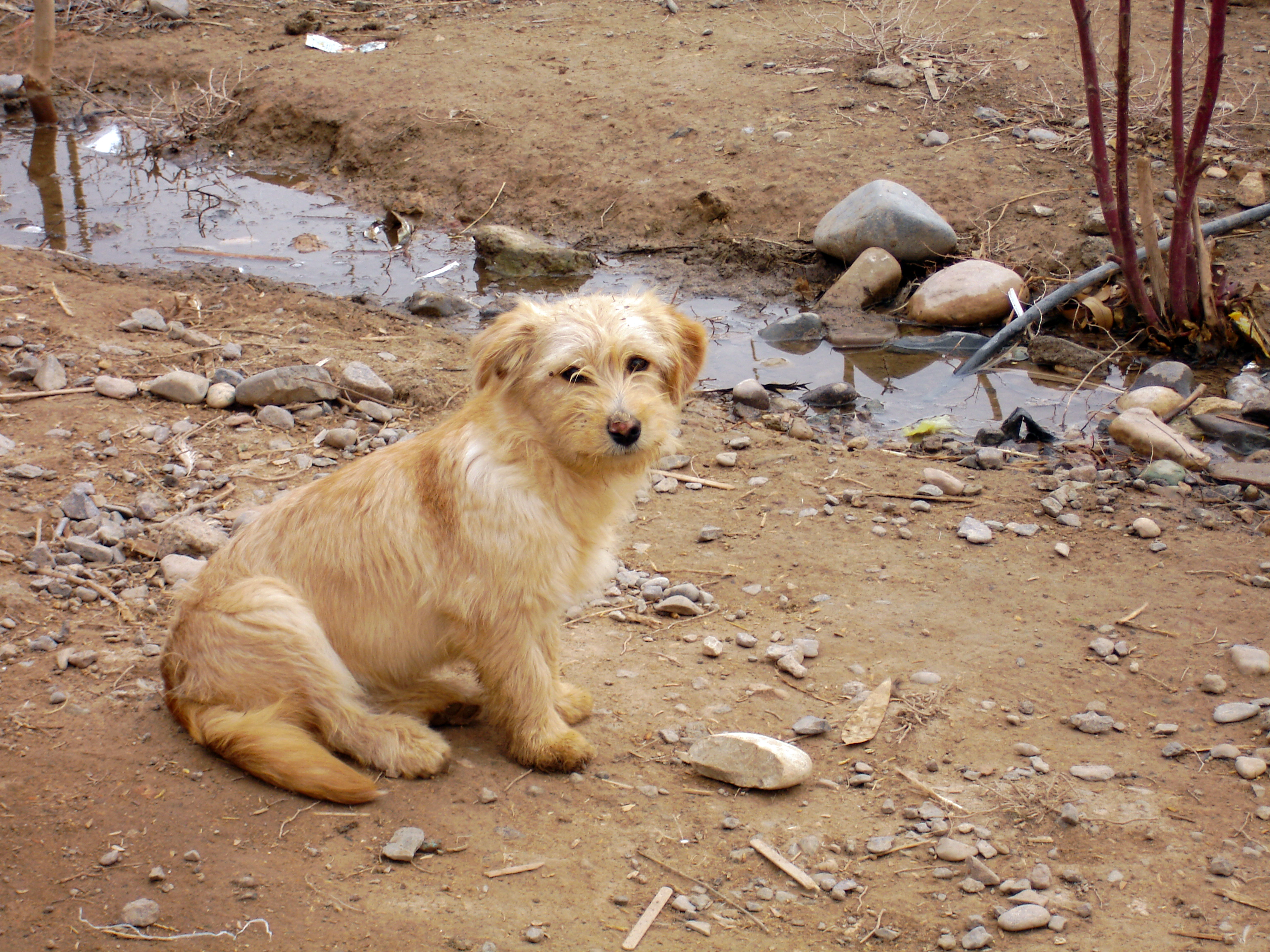
Outro cão peludo RND típico.

Cães de raça pura e SRD são igualmente susceptíveis à maioria das doenças não relacionadas à genética, como raiva e infestação por parasitas.
Muitos estudos demonstraram que cães sem raça definida tem uma natural vantagem de saúde. Um estudo feito na Alemanha concluiu que "cães mestiços necessitam menos de tratamento veterinário". Estudos na Suécia concluíram que "cães mestiços tem menor tendência a desenvolver muitas doenças em relação a um cão normal de raça definida". Dados da Dinamarca também sugeriram que a mistura de raças produz cães com maior longevidade se comparados a cães de raça definida. Um estudo britânico demonstrou resultados similares, porém, concluiu que algumas raças são em geral mais longevas que cães SRD (em especial Jack Russell Terrier, Poodle miniatura e Whippets).
Em outro estudo, o efeito da raça na longevidade dos cães foi analisado utilizando dados da mortalidade de 23.535 animais. Os dados foram obtidos de hospitais veterinários de ensino nos Estados Unidos. Ao comparar a mortalidade de cães de raça definida com os híbridos foi concluído que aqueles sem raça definida viveram em média 1,8 anos a mais nas condições estabelecidas, considerando animais doentes de diferentes pesos e condições clínicas.

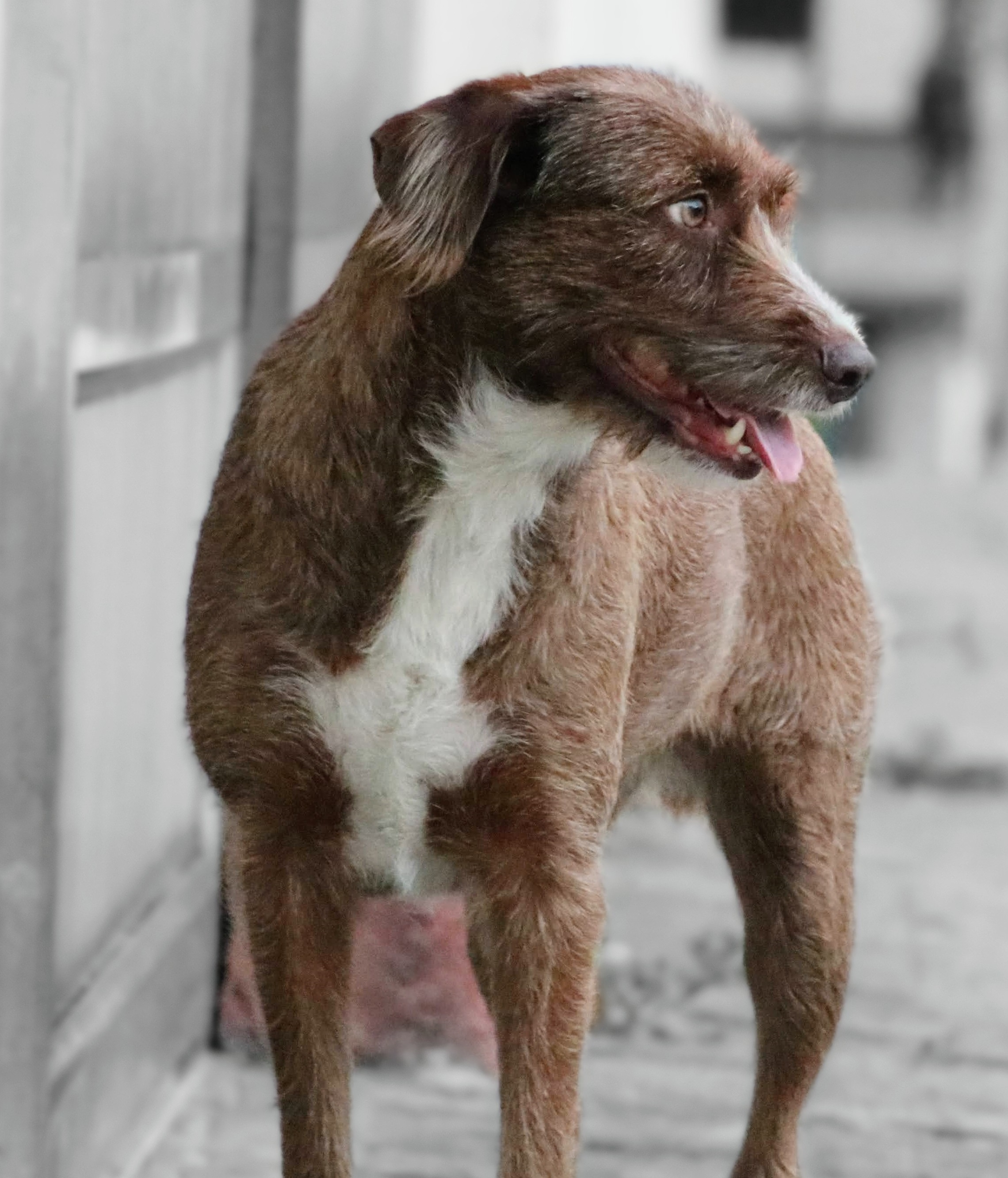
Exemplo de vira lata SRD sem traço de nenhuma raça conhecida.

### Cães vira-lata no Brasil
Embora tenham no passado recebido má-fama entre os criadores, comparados aos cães de raça pura, há uma tendência crescente para a popularização do vira-lata no Brasil.

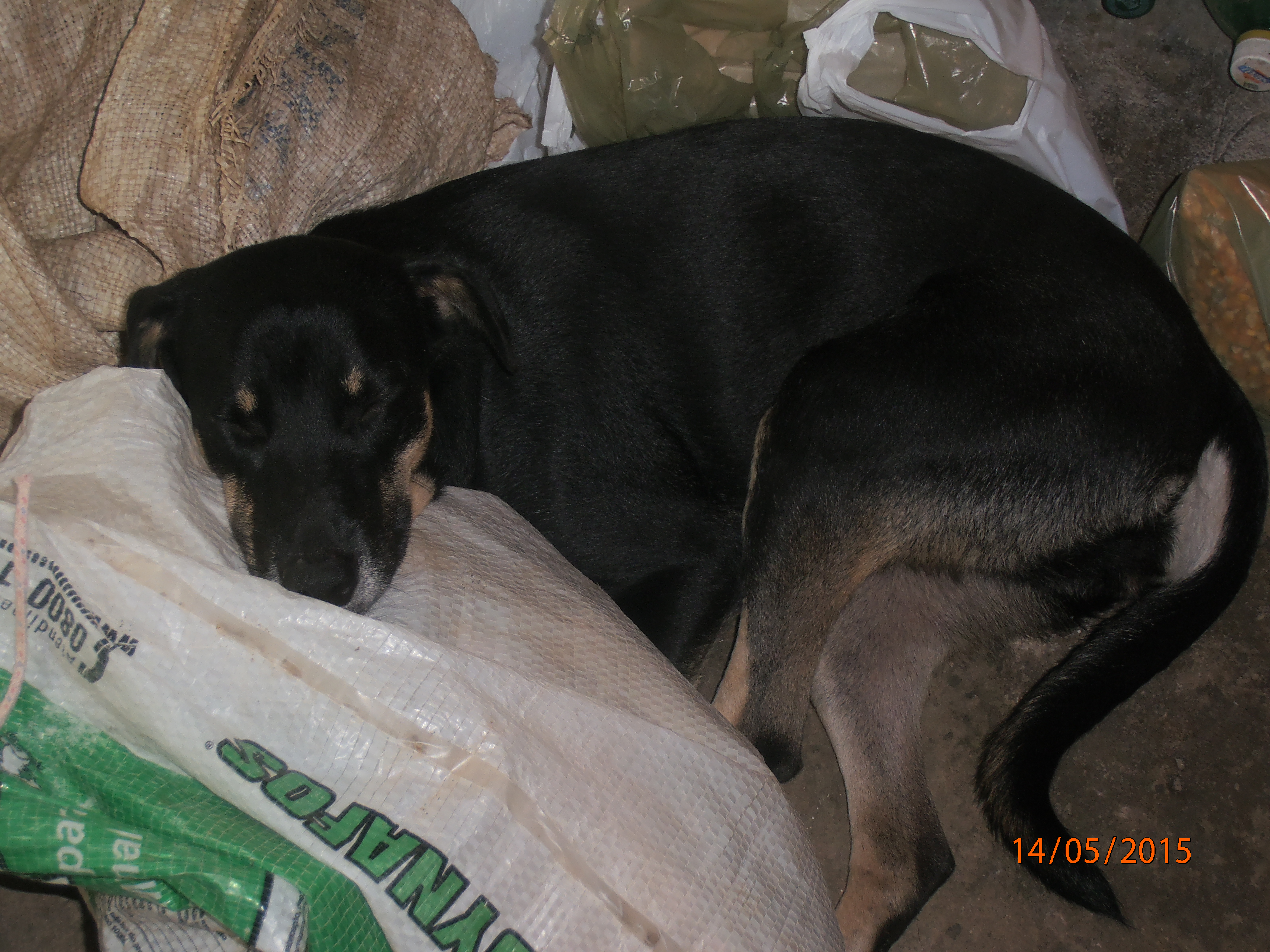
Uma cadela vira-lata em Maranguape, Ceará.

Segundo uma pesquisa realizada pelo Datafolha, esse é o cão doméstico mais comum na cidade de São Paulo. O levantamento entrevistou 613 pessoas, numa amostra representativa da população paulistana com 16 anos ou mais. De acordo com a matéria publicada na Folha de S.Paulo, a adoção dos cães sem raça definida cresce sobretudo nas classes mais altas, onde os cães hoje dividem espaço com animais de raça definida.
Os criadores veem benefícios na melhor saúde e resistência dos animais, pelo fato da mistura gerar um cão com "competências mais equilibradas". Porém, o principal fator que motiva hoje a adoção de cão mestiço está na questão social da adoção. A maior parte destes animais vem de organizações não governamentais encarregadas de cuidar e doar os animais recolhidos das ruas ou de donos incapazes de fornecer os cuidados adequados. Especialistas relembram que, embora resistente e adaptável, o vira-lata ainda assim precisa de cuidado veterinário e alimentação correta para uma saúde mais forte e um desenvolvimento adequado.

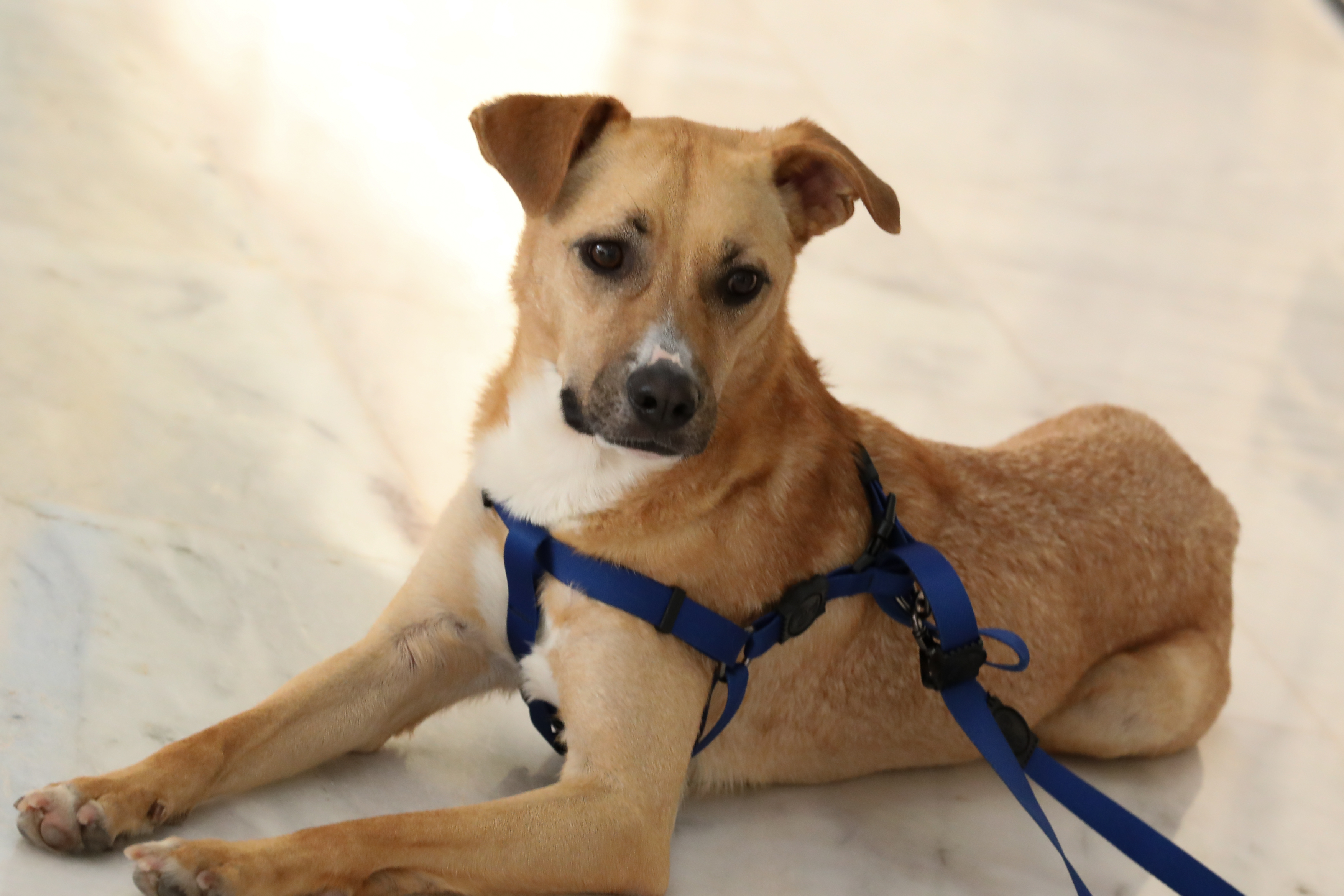
Vira-lata caramelo em Palmeiras de Goiás

Em tempos em que todas as pessoas buscam possuir e cuidar de coisas absolutamente exclusivas para si, a escolha de ter um cão vira-lata para cuidar é a garantia de que em nenhum lugar do mudo haverá outro cachorro igual ao seu.

## Os gatos vira-latas

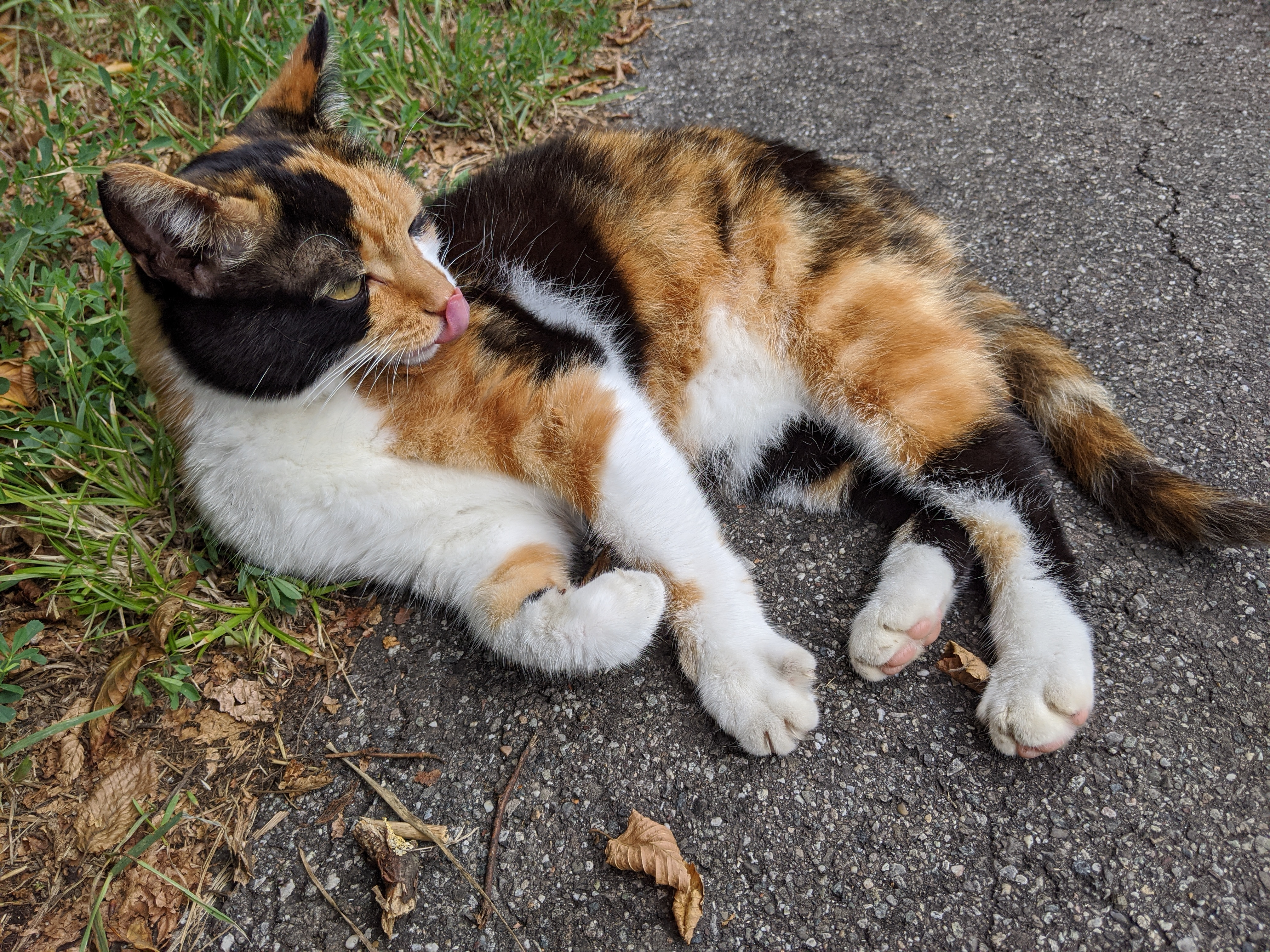
gato tricolor SRD típico.

Os gatos sem raça definida geneticamente representam uma mistura de diversas raças.
Por serem derivados de animais portadores de distintas características, a seleção natural tratou de aprimorar as características que dão a esses gatos maiores níveis de resistência e melhores graus de aptidão para a vida ao lado dos seres humanos. Assim, os felinos sem raça definida normalmente são beneficiados por terem reduzida propensão ao desenvolvimento de doenças de origem genética, além de apresentarem elevados níveis de interação com os humanos, sendo muito amigáveis e apegados aos donos.

### Variedade
Os gatos vira-latas apresentam ampla variedade de tamanhos, cores e tipos de pelagem. podendo inclusive se assemelhar a animais de outras raças. Por exemplo, há gatos vira latas com padrão de coloração muito parecidos com Siameses ou com a pelagem similar aos da raça Angorá. Vira-latas da cor preta são praticamente idênticos aos gatos da raça Bombaim.